# Baronía de Velasco
La Baronía de Velasco es un título nobiliario hereditario español creado por el rey Carlos III en 1780 y concedido en favor de José María de Velasco y Montoya el 9 de abril de 1782.

## Lista de los Barones de Velasco
|                         | Titular                            | Periodo                 |
| Creación por Carlos III | Creación por Carlos III            | Creación por Carlos III |
| ----------------------- | ---------------------------------- | ----------------------- |
| I                       | José María de Velasco y Montoya    | 1782-1785               |
| II                      | Fernando José de Velasco y Montoya | 1785-1804               |
| III                     | Fernando de Velasco y Carrillo     | 1804-1817               |
| IV                      | Josefa de Velasco y Carrillo       | 1817-1834               |
| V                       | Jorge Carrillo y Velasco           | 1834-1854               |
| VI                      | Francisco Carrillo y Teigeiro      | 1857-1900               |
| VII                     | Fernando Ruano y Prieto            | 1902-1923               |
| VIII                    | Joaquín de Gándara y Carrillo      | 1926-1928               |
| IX                      | Francisco Carrillo y Santa Pau     | 1928-1946               |
| X                       | Francisco Carrillo y García        | 1950-1989               |
| XI                      | Joaquín Carrillo y Gil             | 1989-2009               |
| XII                     | Jorge Carrillo Fernández           | 2012-                   |

## Fernando José de Velasco y Ceballos y el título de Barón de Velasco
Fernando José de Velasco y Ceballos o también Fernando José de Velasco y Fernández de Isla o Fernando José de Velasco e Isla (1707-1788) fue un jurista, académico de la Real Academia Española y de la Real Academia de la Historia y bibliófilo cántabro. Se dice que tenía una de las mejores bibliotecas de su tiempo con cerca de siete mil volúmenes. A instancia suya Carlos III creó el título de Barón de Velasco para su hijo mayor, José María de Velasco y Montoya, militar de profesión, quien fue el I Barón de Velasco. Al Fallecer este en 1785 sin sucesión el título pasó a su hermano Fernando José de Velasco y Montoya.

## Familia Carrillo
La IV Baronesa de Velasco, Josefa de Velasco y Carrillo, casó con Ramón de Carrillo y Zapata, Marqués de la Vilueña, y a su muerte el título pasó a ostentarlo la familia Carrillo heredándolo el hijo mayor de ambos Jorge Carrillo y Velasco. Al fallecer éste sin sucesión pasaron los dos títulos a su sobrino, Francisco Carrillo y Teigeiro.

## Pleitos por el título
Francisco Carrillo y Teigeiro fallece en 1900, solicitando su hijo mayor Francisco Carrillo Santa Pau el Marquesado de la Vilueña pero no así la Baronía de Velasco por deseo de que la disfrutase alguno de sus hermanos menores, que no lo hicieron y el título se extinguió. Lo rehabilitó Fernando Ruano y Prieto en 1902, al ser descendiente de una tía abuela del camarista Fernando José de Velasco y Ceballos, padre del primer poseedor. Joaquín de Gándara Carrillo, sobrino del anterior barón, demandó a Ruano pidiendo el título para sí y los tribunales le dan la razón en 1923. Al tener conocimiento de estos hechos Francisco Carrillo Santa Pau interpone una demanda contra los dos anteriores por tener mejor derecho que ambos, obteniendo sentencia favorable en todas sus demandas en 1925 y siendo ésta ratificada en 1926 por el Tribunal Supremo. De esta manera el título regresa a su poseedor con derecho preferente, según sentencia de la Audiencia Territorial de Madrid. Boletín Oficial de Madrid (1926) y sus descendientes son depositarios del mismo desde entonces hasta la actualidad.